# Balena amb bec de Hubbs
La balena amb bec de Hubbs o zífid de Hubbs (Mesoplodon carlhubbsi) és una espècie de zífid. Inicialment, es cregué que era una balena amb bec d'Andrews quan fou descrit per l'ictiòleg Carl Hubbs, però fou anomenat en honor seu quan es descobrí que era una nova espècie. Aquesta espècie té la dentadura estranya típica del seu gènere, però les seves característiques més destacades són un «barret» blanc al cap i cicatrius molt extenses. L'espècie és coneguda a partir de 31 avarades i una possible observació.